# Merlin: The Return
Merlin: The Return er en britisk fantasyfilm fra 2000, der er skrevet, produceret og instrueret af Paul Matthews. De medvirkende tæller Rik Mayall, Patrick Bergin, Craig Sheffer, Adrian Paul, Julie Hartley og Tia Carrere. Den handler om Merlin og Kong Arthur i moderne tid.

## Medvirkende
- Rik Mayall som Merlin
- Patrick Bergin som Kong Arthur
- Craig Sheffer som Mordred
- Adrian Paul som Lancelot
- Julie Hartley som Guinevere
- Tia Carrere som Dr. Joan Maxwell
- Leigh Greyvenstein som Kate
- Byron Taylor som Richie Gould
- Grethe Fox som Morgana
- Jennifer Steyn som Richie's Mom
- Anthony Bishop som Gawain
- Lynne White som Aunt Everlyn
- Jocelyn Broderick som Megan